# معلولیت جسمی
معلولیت جسمی یا ناتوانی جسمی محدودیت در عملکرد فیزیکی، حرکت، مهارت یا استقامت فرد است. سایر معلولیت‌های جسمی شامل اختلالاتی هستند که جنبه‌های دیگر زندگی روزمره را محدود می‌کنند، مانند اختلالات تنفسی، نابینایی، صرع و اختلالات خواب.

## انواع
اختلال حرکتی شامل از دست دادن یا اختلال در اندام فوقانی یا تحتانی، ضعف در مهارت‌های دستی و آسیب به یک یا چند عضو بدن می‌شود. ناتوانی در حرکت می‌تواند یک مشکل مادرزادی یا اکتسابی یا پیامد یک بیماری باشد. افرادی که ساختار اسکلتی شکسته دارند نیز در این دسته قرار می‌گیرند.
کم‌بینایی نوع دیگری از اختلال جسمی است. صدها هزار نفر با آسیب‌ها یا اختلالات بینایی جزئی تا جدی مختلف وجود دارند. این نوع آسیب‌ها همچنین می‌توانند منجر به مشکلات یا بیماری‌های شدیدی مانند نابینایی و آسیب‌های چشمی شوند. برخی دیگر از انواع اختلالات بینایی شامل خراشیدگی قرنیه، خراشیدگی روی صلبیه، بیماری‌های چشمی مرتبط با دیابت، خشکی چشم و پیوند قرنیه، دژنراسیون ماکولا در پیری و جداشدگی شبکیه است.
کم‌شنوایی به ناتوانی جزئی یا کامل در شنیدن گفته می‌شود. افراد ناشنوا و کم‌شنوا فرهنگ غنی دارند و از یادگیری زبان اشاره برای اهداف ارتباطی بهره‌مند می‌شوند. افرادی که فقط تا حدی ناشنوا هستند، گاهی اوقات می‌توانند از سمعک برای بهبود توانایی شنوایی خود استفاده کنند.
افرادی که انحرافاتی در فرآیندهای گفتار و زبان دارند که خارج از محدوده انحراف قابل قبول در یک محیط معین است و مانع از رشد کامل اجتماعی یا آموزشی می‌شود نیز دارای ناتوانی جسمی هستند. اختلال جسمی همچنین می‌تواند به اختلالاتی که باعث کمبود خواب، خستگی مزمن، درد مزمن و تشنج می‌شوند، نسبت داده شود.